# ツクシトビウオ
ツクシトビウオ（筑紫飛魚）、学名：Cheilopogon heterurus は、ダツ目トビウオ科に分類される魚類。

## 分布
太平洋西部の温暖な海域に分布する。

## 特徴
全長約35cm。ホソトビウオと似ているが、胸鰭は基本的に暗褐色で、成長すると青灰色かから透明になる。
沖合の表層を群れで泳ぎ、水面を滑空する。動物プランクトンを食べる。

## 漁業
トビウオ類の中では最も漁獲量が多く、アゴなどの加工特産品の原料として重要な水産資源である。船曳網や定置網で漁獲される。

## 別名
アゴ、トンビ、ナツトビ、ハルトビ、カクトビ